# Políptico de San Antonio
El Políptico de San Antonio (en italiano, Polittico de Sant'Antonio) es una obra de las más conocidas del pintor renacentista italiano Piero della Francesca. Está realizada al temple sobre tabla de álamo de 191,5 x 170 cm y data de 1469. Se conserva en la Galería Nacional de Umbría, en Perugia.

## Historia
Este retablo fue realizado por Piero della Francesca en Perugia, 1467, por cuenta de las hermanas terciarias del convento de San Antonio. Actualmente se encuentra en la Galería Nacional de Umbría.

## Composición
La parte central es una Virgen con Niño rodeada por san Antonio y san Juan Bautista a la izquierda, y san Francisco y santa Isabel a la derecha.
La predela consta de varios paneles que muestran a san Antonio de Padua resucitando a un niño, la estigmatización de san Francisco e Isabel salvando a un niño caído en un pozo artesiano. Estas tres escenas utilizan la construcción en perspectiva. 
Su parte superior, una Anunciación, es la más conocida. Demuestra la maestría de Piero della Francesca en las reglas (nuevas) de la perspectiva. A la impostación tardogótica pedida por los comitentes y que domina las otras partes del retablo, se contrapone esta Anunciación del gablete, de clara estampa renacentista, con una extraordinaria fuga en perspectiva sobre los arcos del fondo. Sorprende esta perspectiva arquitectónica magistral.
El Arcángel Gabriel a la izquierda, María a la derecha llevando en la mano un libro, ante el pórtico de un claustro entre ellos, una perspectiva compuesta de un macizo de columnas de columnas que se sobreponen las unas sobre las otras, atrayendo la mirada hacia un punto de fuga enmascarado por una placa de mármol (más pintada como si estuviera en el primer plano del cuadro). 
Las aureolas que llevan los personajes sobre la cabeza aparecen en perspectiva achatada muy elíptica y no circular.
La Anunciación, pintada tardíamente, está notablemente descrita y analizada por Daniel Arasse que demuestra que el manojo de columnas construidas sobre el embaldosado por respeto a las reglas de la perspectiva del claustro impide manifiestamente al ángel ver a María; hay una columna que se interpone y que invoca el tema de la Columna est Christus para validar su hipótesis de una intención formal de Piero de decir "el regalo invisible en el lugar de la Anunciación" el infinito viniendo a lo finito, el Creador a la criatura, lo no figurable en la figura, lo inenarrable dentro del discurso, recordando así los oxímoros de Bernardo de Claraval.